# Wasserkraftwerk Eurasburg
Das Wasserkraftwerk Eurasburg ist ein kleineres privates Wasserkraftwerk an der Loisach in der Gemeinde Eurasburg im oberbayerischen Landkreis Bad Tölz-Wolfratshausen. Der Wasserabgriff für das Kraftwerk erfolgt über den Mühlbach, der vom Loisach-Wehr in Eurasburg abzweigt. Das Kraftwerk in seiner seit 1981 bestehenden Form hat eine installierte Leistung von 141 kW. Die Regelarbeit pro Jahr beträgt ca. 0,5 GWh.

## Bildergalerie

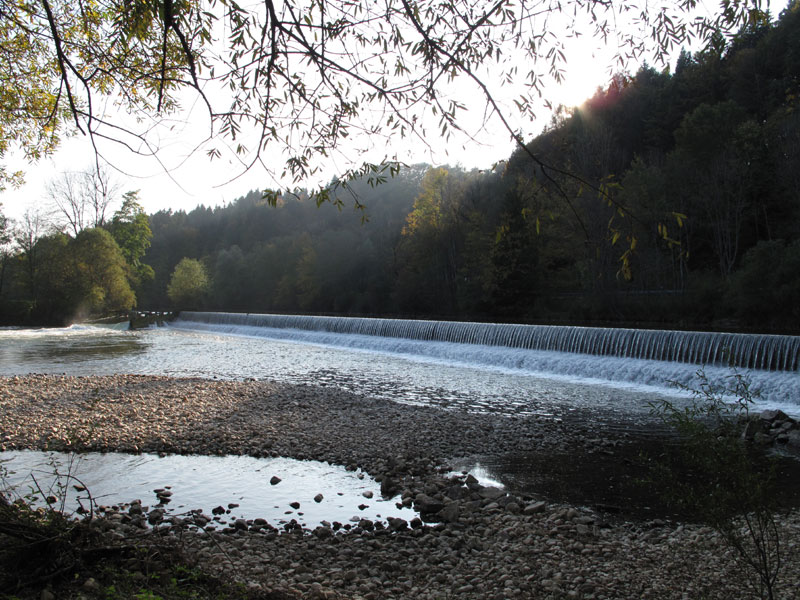
Loisach Wehr Eurasburg
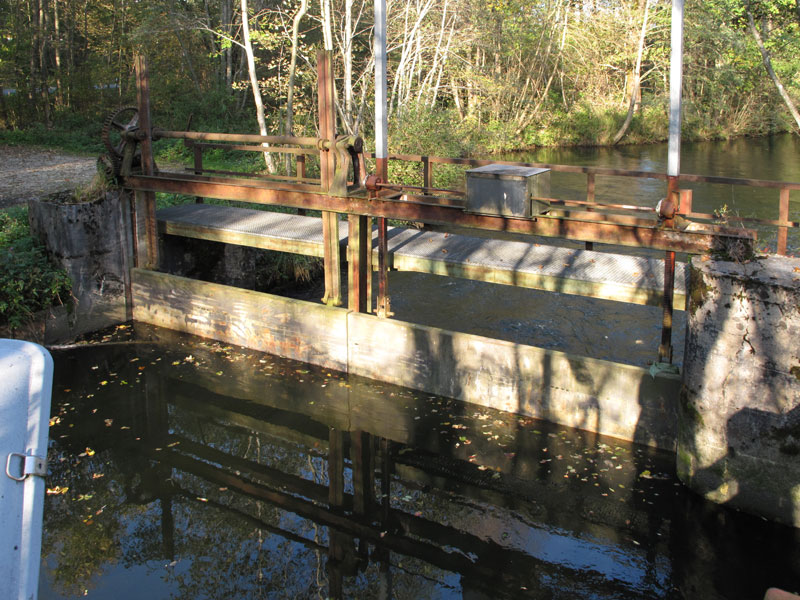
Wasserabgriff Kraftwerk Eurasburg
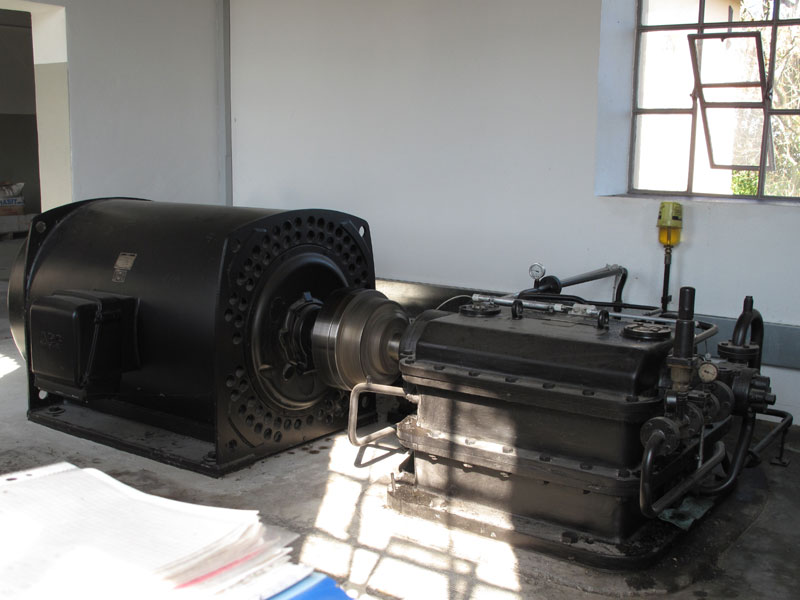
Maschinenraum Wasserkraftwerk Eurasburg